# Thurlbear
Thurlbear – wieś w Anglii, w Somerset, w dystrykcie (unitary authority) Somerset, w civil parish Orchard Portman. W 1931 wieś liczyła 128 mieszkańców. 
Thurlbear jest wspomniana w Domesday Book (1086) jako Torlaberie/Torlaberia